# ティーニー・ベク

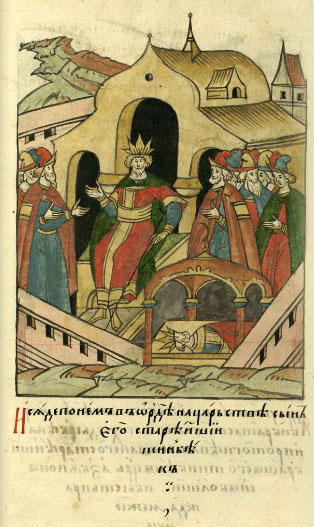
ティーニー・ベク

ティーニー・ベク（تينى بيك خان, Tīnī bīk Khan, ? - 1342年）は、ジョチ・ウルスの第11代当主（ハン、在位：1342年）で、先代のウズベク・ハンの息子。ティニベク・ハンとも呼ばれる。次代のジャニベク・ハン（ジャーニー・ベク）の同母兄弟で、母はウズベク・ハンの4人いた正妃（ハトゥン）のうち第一正妃で大ハトゥンであったタイ・ドゥラ（タイトゥグリー）であった。バトゥの6世の子孫にあたる。資料ではタナー・ベク、ティニベク・ハンなどとも書かれる。

## 生涯
1334年頃にウズベク・ハンの宮廷を訪れたイブン・バトゥータの旅行記には、両兄弟について述べられており、ティーナ・バク تينه بك Tīna bak と書かれている。それによると、ウズベク在世中金曜礼拝のときには、父やその妃たちが座す玉座の段に下、右側に第一王子としてティーニー・ベクが、左側に第二王子として弟のジャーニー・ベクが座していたという。バットゥータが伝えるところによると、ティーニー・ベクは容姿秀麗な人物で、父ウズベクから次代ジョチ・ウルス当主として後継者に指名され、敬意を表される地位にあったという。後の伝聞として、父の死後に当主として即位し、しばらくジョチ・ウルスを統治していたが程なくして殺害され、その後をジャーニー・ベクが継いだという。
マムルーク朝の歴史家シュジャーイーの年代記によると、ヒジュラ暦742年（1341年 - 1342年）にウズベクはチャガタイ・ウルスへ大軍とともにティーニー・ベクを派遣したが、同年シャッワール月（1342年3-4月）にウズベクはサライで亡くなり、宮廷にいたジャーニー・ベクは策略を巡らして弟のヒドル・ベクともども兄のティーニー・ベクを殺害させ、即位したと言う。後の文献では、在位年月日が短いためか父ウズベクと弟ジャーニー・ベクの間から省かれる場合がある。
名前の「ティーニー」とは、ペルシア語で「身体」「肉体」を意味する「タン」（تن tan）から派生した「肉体の」「有形の」という意味の単語「タニー」（تنى tanī）に由来しており、弟のジャーニー（「魂の」の意味）と対になる意味の単語である。

## 登場作品
映画
- オルド 黄金の国の魔術師（2012年、ロシア、演：アンドレイ・パーニン）